# NGC 2399
NGC 2399 este o galaxie situată în constelația Câinele Mic. A fost descoperită în 26 februarie 1853 de către .